# Duque de Ross
O título de Duque de Ross foi criado duas vezes no pariato da Escócia, ambas para filhos mais novos do monarca escocês. Denominado para Ross, na Escócia, foi criado pela primeira vez em 1488 para Jaime Stewart, o segundo filho do rei Jaime III da Escócia. Na morte prematura deste, em 1504, o título se extinguiu.
O título foi criado pela segunda vez para Alexandre Stewart, o filho mais novo do rei Jaime IV, mas desapareceu novamente com a morte deste, em 1515.